# Paul Frommelt
Paul Frommelt (* 9. August 1957 in Schaan) ist ein ehemaliger Skirennfahrer aus Liechtenstein.

## Biografie
Er gehörte in den 1970er und 1980er Jahren zum erfolgreichen Liechtensteiner Skiteam um die Geschwister Andreas und Hanni Wenzel. Der Slalomspezialist gewann vier Weltcupslaloms und jeweils bei den Weltmeisterschaften 1978 in Garmisch-Partenkirchen und 1988 bei den Olympischen Spielen in Calgary die Bronzemedaille im Slalom. Ausserdem gewann er den finalen Parallelslalom vom 23. März 1986 in Bromont (CAN), der jedoch nur zum Nationencup zählte. Zu Beginn seiner Karriere hatte er bereits bei den Junioreneuropameisterschaften 1975 die Bronzemedaille im Slalom gewonnen. Im Jahr 2008 wurde er für seine sportlichen Leistungen mit dem Goldenen Lorbeerblatt ausgezeichnet. Frommelt wurde insgesamt siebenmal in Liechtenstein zum Sportler des Jahres gewählt.
Sein älterer Bruder Willi Frommelt war ebenfalls als Skirennfahrer aktiv. Sein älterer Bruder Peter Frommelt nahm für Liechtenstein u. a. an der Tischtennisweltmeisterschaft 1989 in Dortmund und der Tischtennisweltmeisterschaft 2006 in Bremen teil. Sein Vater war der Skilangläufer Christof Frommelt.

## Weltcupsiege
| Datum           | Ort                  | Land        | Disziplin |
| --------------- | -------------------- | ----------- | --------- |
| 15. Januar 1979 | Crans-Montana        | Schweiz     | Slalom    |
| 13. Januar 1981 | Oberstaufen          | Deutschland | Slalom    |
| 19. Januar 1986 | Kitzbühel            | Österreich  | Slalom    |
| 26. März 1988   | Saalbach-Hinterglemm | Österreich  | Slalom    |